# カナダ文化遺産省
カナダ文化遺産省（カナダぶんかいさんしょう、英語：Department of Canadian Heritage、仏語：Patrimoine canadien）は、カナダ連邦政府内で、カナダの文化、芸術、メディア、通信、公用語、スポーツに関する行政、規制、業務を司る省庁である。本部はケベック州ガティノー（首都オタワの対岸）にある。

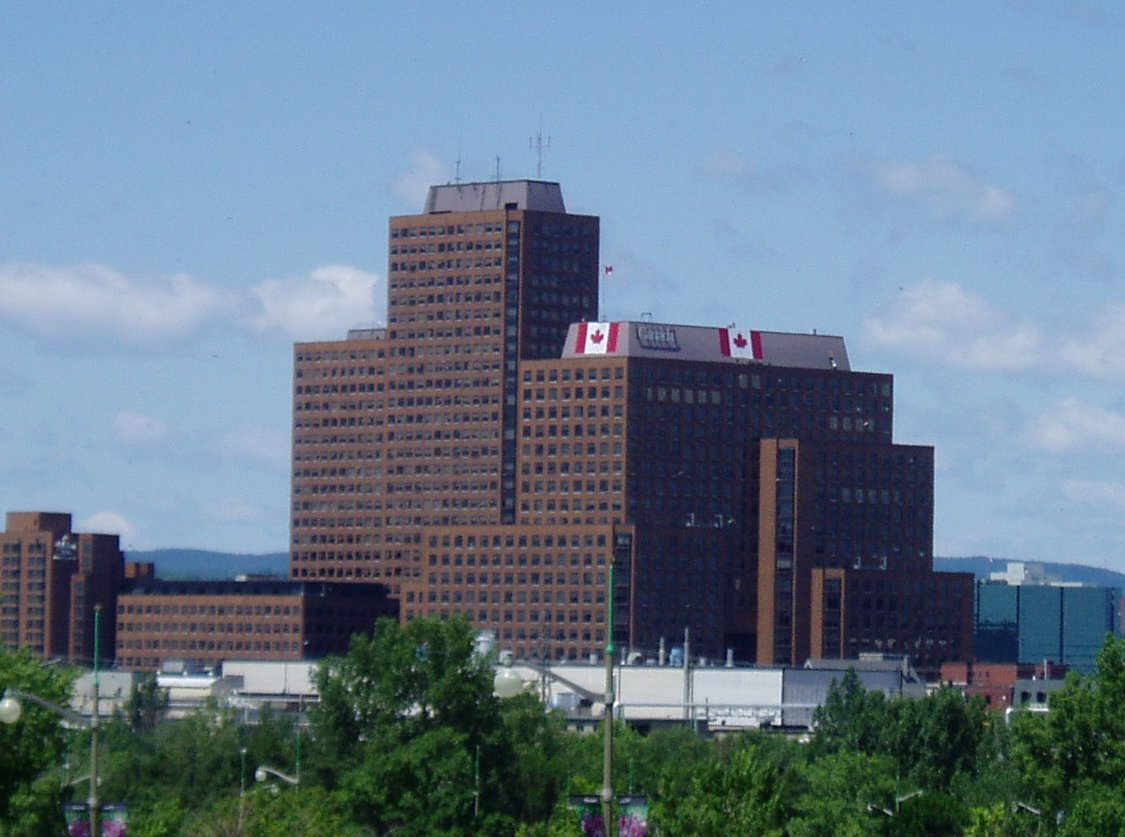
カナダ文化遺産省本部のある「テラス・ドゥ・ラ・ショーディエール」ビル

## 概要
2025年に発足したマーク・カーニー内閣では、カナダ文化・アイデンティティ大臣兼公園庁担当大臣のスティーブン・ギルボー（Steven Guilbeault）が所管する。
カナダ文化遺産省はカナダ国王及び王室のカナダ訪問も担当している。1996年にメディア、通信に関する技術規制についてはイノベーション・科学経済開発省に移管され、メディア、通信の技術面以外の面のみ残された。2008年に市民権、多文化主義に関する業務は 移民・難民・市民権省に移管された。2018年に女性の地位向上に関する業務は新設の女性・ジェンダー平等省に移管された。

## 組織
- カナダ自然保護協会
- カナダ遺産情報ネットワーク
- カナダ文化財輸出審査委員会
- カナダ・ラジオテレビ通信委員会
- カナダ図書館と公文書館局
- 戦場公園
- カナダ国立映画委員会
- カナダ芸術評議会
- カナダ科学技術博物館
- カナダ放送協会
- カナダ人権博物館
- カナダ歴史博物館
- ピア 21 のカナダ移民博物館
- カナダ自然博物館
- カナダ人種関係財団
- 国立芸術センター
- カナダ国立美術館
- テレフィルム・カナダ